# Couiza
Couiza là một xã của Pháp, nằm ở tỉnh Aude trong vùng Occitanie.
Người dân địa phương trong tiếng Pháp gọi là Couizanais.

## Hành chính
| Danh sách các xã trưởng                |           |                       |      |         |
| Giai đoạn                              | Giai đoạn | Tên                   | Đảng | Tư cách |
| mars 2008                              | 2014      | Jacques Hortala       |      |         |
| mars 2001                              | 2008      | Jean-Pierre Brilleaud |      |         |
| Tất cả các dữ liệu trước đây không rõ. |           |                       |      |         |

## Thông tin nhân khẩu
| Năm | 1962 | 1968 | 1975 | 1982 | 1990 | 1999 |
| --- | ---- | ---- | ---- | ---- | ---- | ---- |
| Dân số | 1126 | 1297 | 1314 | 1259 | 1287 | 1194 |
| From the year 1962 on: No double counting—residents of multiple communes (e.g. students and military personnel) are counted only once. |      |      |      |      |      |      |